# 9월 27일
9월 27일은 그레고리력으로 270번째(윤년일 경우 271번째) 날에 해당한다.

## 사건
- 1066년 - 정복자 윌리엄과 그의 군대가 솜강의 하구에서 출발하여 잉글랜드 정복을 시작했다.
- 1484년 - 창경궁 준공.
- 1939년 - 제2차 세계 대전: 폴란드, 나치 독일에 항복. 나치 독일과 소비에트 연방 군사동맹 조인
- 1940년 - 제2차 세계 대전: 독일·이탈리아·일본의 세 추축국이 베를린에서 삼국 동맹 조약을 체결하다.
- 1946년 - 제1회 국제통화기금(IMF) 총회, 워싱턴 D.C.에서 열림.
- 1949년 - 중화인민공화국에서 오성홍기 채택.
- 1952년 - 한국 전쟁: 마크 클라크 유엔군 총사령관, 한국 전(全)해안 봉쇄 발표되었다.
- 1985년 - 대한민국이 개발에 참여한 첫 해외 유전인 인도네시아 마두라 유전, 생산개시
- 1986년 - 전국교직원노동조합(전교조)의 모태가 된 전국교사협의회(전교협) 발족
- 1988년 - 서울 올림픽 100ｍ 우승자 벤 존슨이 금지약물을 복용한 사실이 밝혀져 그가 세운 기록과 함께 금메달이 박탈되었다.
- 2014년 - 일본 나가노현 온타케 산에서 화산 폭발로 63명이 사망하였다.
- 2016년 - 철도노조가 정부의 일방적인 성과연봉제 도입에 반발해 12월 9일까지 최장 74일 동안 파업을 벌였다.
- 2020년 - 아르메니아와 아제르바이잔이 선전포고를 해 군사적 충돌이 일어나고 계엄령이 선포되었다.

## 문화
- 1825년 - 스톡턴-달링턴 철도가 개통되어서 증기기관차 로코모션 1호(Locomotion No. 1)가 처음으로 승객과 화물을 싣고 달리다.
- 1905년 - 알베르트 아인슈타인이 E=mc²라는 질량-에너지 등가성에 대한 논문을 출판하다.
- 1908년 - 자동차 시대를 연 포드 사의 모델 T가 생산을 시작되었다.
- 1962년 - 서울운동장 야구장 개장.
- 1964년 - 대한민국의 주간지 〈주간한국〉창간.
- 1978년 - 제 42회 세계 사격 선수권 대회, 서울에서 개최.
- 1981년 - 프랑스 고속열차 TGV 첫 운행(파리 ~ 리옹)
- 1997년 - 전주방송 JTV TV 개국.
- 1998년 - 구글이 창립되었다.
- 2000년 - 뇌과학연구사업단 이수영 교수팀 세계 3번째로 음성인식 반도체 칩 개발
- 2003년 - 러시아 플레세츠크 우주 기지에서 대한민국의 첫 과학기술위성 무궁화 1호, 발사 성공
- 2008년 - 중국 선저우 7호의 우주인 자이지강이 페이티엔 우주복을 입고 중국 최초의 우주유영을 함
- 2017년 - 제2경인고속도로의 안양~성남 구간이 개통되었다.

## 탄생
- 1533년 - 폴란드-리투아니아 연방의 선거왕 스테판 바토리. (~1586년)
- 1601년 - 프랑스 부르봉가의 제2대 국왕 루이 13세. (~1643년)
- 1894년 - 미국의 배우, 연극 배우, 영화배우 올리브 텔. (~1951년)
- 1899년 - 대한민국의 독립운동가, 정치인 김법린. (~1964년)
- 1901년 - 대한민국의 시인 김동환. (~1958년)
- 1905년 - 대한민국의 공산주의 계열 독립운동가 이현상. (~1953년)
- 1918년 - 영국의 전파천문학자 마틴 라일. (~1984년)
- 1919년 - 미국의 프로 야구 선수, 야구 감독 자니 페스키. (~2012년)
- 1926년 - 대한민국의 의사 백낙환. (~2018년)
- 1933년 - 리나 메디나.
- 1935년 - 한국계 미국인 정치학자 신호범. (~2021년)
- 1936년 - 대한민국 군인, 정치인 장세동.
- 1937년 - 스페인의 배우 호세 사크리스탄.
- 1938년
  - 대한민국의 만화가 고우영. (~2005년)
  - 영국의 서양고전학자 로빈 코맥.
- 1941년
  - 일본의 야구 선수 이노우에 요시오. (~2019년)
  - 이탈리아의 배우 마리안젤라 멜라토. (~2013년)
- 1942년
  - 대한민국의 야구 선수 백인천.
  - 대한민국의 정치인 김태홍. (~2011년)
  - 미국의 기업인 아서 블랭크.
- 1943년 - 이탈리아의 왕족 아메데오 디 사보이아아오스타 공작. (~2021년)
- 1946년 - 대한민국의 가수 남진.
- 1947년 - 네덜란드의 전 축구 선수, 전 대한민국 국가대표 축구감독 딕 아드보카트.
- 1949년 - 대한민국의 교육인 김명호.
- 1950년 - 대한민국의 기초자치단체장 정장식. (~2016년)
- 1953년
  - 대한민국의 언론인 조대현.
  - 대한민국의 변호사, 정치인 유선호.
- 1954년
  - 미국의 컴퓨터 과학자, 저술가 래리 월.
  - 대한민국의 바둑 기사 이홍열.
  - 대한민국의 성우 김성희.
- 1955년
  - 대한민국의 시인 겸 정치가 도종환.
  - 대한민국의 가수 이치현.
- 1958년 - 대한민국의 정치인 심규섭. (~2002년)
- 1959년 - 대한민국의 정치인 김현종.
- 1960년 - 대한민국의 배우 김민경. (~2021년)
- 1961년
  - 대한민국의 가수 최석준.
  - 홍콩의 배우 유덕화.
  - 일본의 전 애니메이터, 애니메이션 감독 신보 아키유키.
- 1962년 - 대한민국의 정치인 원유철.
- 1964년
  - 대한민국의 뮤지컬 배우 남경주.
  - 대한민국의 배우 조원희.
  - 대한민국의 경찰, 정치인 임호선.
  - 대한민국의 야구 선수 박은진. (~2017년)
- 1966년
  - 대한민국의 작곡가 김형석.
  - 대한민국의 전 배우, 사업가 조용원.
- 1969년 - 이탈리아, 그리스 이중국적의 배우 소피아 밀로스.
- 1970년
  - 대한민국의 희극인, 방송인 박명수.
  - 대한민국의 희극인 김현철.
- 1971년
  - 대한민국의 PD 김상호.
  - 대한민국의 배우 왕희지.
  - 타이완의 정치인 우쭝셴.
- 1972년 - 미국의 배우 귀네스 팰트로.
- 1973년
  - 체코의 전 축구 선수 브라티슬라프 로크벤츠.
  - 미국의 배우 인디라 바마.
- 1974년 - 대한민국의 작가 이지성.
- 1976년
  - 이탈리아의 축구 선수 프란체스코 토티.
  - 미국의 비디오 게임 개발자 맷 하딩.
- 1977년 - 대한민국의 성우 한경화.
- 1978년 - 대한민국의 가수 조정치.
- 1979년 - 일본의 전 축구 선수 오노 신지.
- 1980년 - 대한민국의 배우 장태성.
- 1981년 - 미국의 만화가 소피 크럼.
- 1982년
  - 미국의 랩과 가수 릴 웨인.
  - 대한민국의 가수 제이 윤 (엠씨 더 맥스). (~2021년)
  - 스웨덴의 축구 선수 마르쿠스 로센베리.
  - 대한민국의 전 야구 선수 김태구.
- 1983년
  - 대한민국의 가수, 배우 전혜빈.
  - 대한민국의 힙합 MC 라임어택.
  - 대한민국의 힙합 음악가 알이에스티.
  - 대한민국의 안무가 김현.
- 1984년
  - 캐나다의 가수 에이브릴 라빈.
  - 일본의 전 프로 야구 선수, 야구 해설가, 야구 지도자 나가이 사토시.
- 1985년
  - 사우디아라비아의 축구 선수 오마르 하우사위.
  - 체코의 전 축구 선수 다니엘 푸딜.
  - 코트디부아르의 축구 선수 이브라힘 투레. (~2014년)
- 1986년
  - 대한민국의 가수, 배우 배슬기.
  - 대한민국의 가수 박민규.
- 1987년 - 대한민국의 배우 김주영.
- 1988년
  - 대한민국의 가수 은지.
  - 대한민국의 희극인 송재인.
- 1989년
  - 대한민국의 수영 선수 박태환.
  - 일본의 성우 오오쿠보 루미.
  - 일본의 배우 니와 미키호.
- 1990년 - 대한민국의 스키 선수 서정화.
- 1991년
  - 일본의 가수 요코야마 루리카.
  - 일본의 배우 우치다 리오.
  - 루마니아의 테니스 선수 시모나 할레프.
  - 독일의 축구 선수 마르셀 할스텐베르크.
- 1992년
  - 스위스의 축구 선수 그라니트 자카.
  - 북한의 축구 선수 박광룡.
  - 대한민국의 배우 이풍운.
  - 아일랜드의 가수 라이언 오쇼네시.
- 1993년 - 푸에르토리코의 테니스 선수 모니카 푸이그.
- 1994년 - 대한민국의 전 배우 김영찬.
- 1995년
  - 대한민국의 가수 권은비 (아이즈원).
  - 대한민국의 현직 아나운서 정채운.
- 1996년
  - 대한민국의 전직 리그 오브 레전드 프로게이머 큐베.
  - 대한민국의 가수 방태연.
- 1997년 - 대한민국의 축구 선수 박석민.
- 1998년 - 대한민국의 가수 비비.
- 1999년 - 대한민국의 가수 아인 (모모랜드).
- 2000년
  - 아르헨티나의 축구 선수 토마스 포초.
  - 대한민국의 가수 희주.
- 2001년
  - 미국의 배우 제나 오르테가.
  - 대한민국의 가수 리나.
  - 대한민국의 가수 기호.
- 2002년 - 미국의 배우 제나 오르테가.
- 2005년
  - 대한민국의 농구 선수 김정은.
  - 대한민국의 배우 크리스티나 페르난데스 리.

## 사망
- 1557년 - 제105대 일본의 천황 고나라 천황. (1497년~)
- 1590년 - 제228대의 교황 우르바노 7세. (1590년~)
- 1660년 - 프랑스의 로마 가톨릭 사제 빈첸시오 드 폴. (1581년~)
- 1700년 - 제242대 로마의 교황 교황 인노첸시오 12세. (1615년~)
- 1940년 - 독일의 문학 비평가 발터 벤야민. (1892년~)
- 1947년 - 이탈리아의 로마 가톨릭 신부 루이지 바를라시나. (1872년~)
- 1982년 - 대한민국의 독립운동가 이신애 (1891년~)
- 2000년 - 대한민국의 축구 선수 오연교. (1960년~)
- 2003년 - 미국의 배우, 가수 도널드 오코너. (1925년~)
- 2014년 - 미국의 수학자 도로시 마하람 스톤. (1917년~)
- 2017년 - 미국의 사업가 휴 헤프너. (1926년~)
- 2020년 - 일본의 영화배우 다케우치 유코. (1980년~)
- 2021년 - 영국의 축구 선수 로저 헌트. (1938년~)
- 2023년 - 아일랜드의 영화배우 마이클 갬본. (1940년~)
- 2024년
  - 대한민국의 음악인 김용만. (1933년~)
  - 레바논의 정치인 하산 나스랄라. (1960년~)
  - 영국의 영화배우 매기 스미스. (1934년~)

## 기념일
- 추석 - 1977년, 1996년, 2015년, 2034년, 2091년
- 세계 관광의 날

## 같이 보기
- 전날: 9월 26일 다음날: 9월 28일 - 전달: 8월 27일 다음달: 10월 27일
- 음력: 9월 27일
- 모두 보기